# Kiss Imre (politikus)
Kiss Imre (Makó, 1906. április 21. – Budapest, 1990. december 21.) gépész, politikus, Makó város polgármestere, országgyűlési képviselő.

## Élete

### A politika előtt
1906-ban született Makón katolikus családban, a régi Vágóhíd utcában. Apja Kiss Mihály, anyja Puskás Julianna, mindketten nincstelen napszámosok; édesapja később kisbíró lett. A családban négyen voltak testvérek, néhány év múlva a Kenyérváró városrészben frissen felépített munkásházak egyikébe költöztek. Tanulmányait a katolikus elemi iskolában kezdte, majd négy osztály után jó tanulmányi eredményei miatt lehetősége lett volna ösztöndíjjal továbbtanulni a makói főgimnáziumban, de ő az ajánlatot visszautasította, mert géplakatos szakmunkásként képzelte el a jövőjét. Inasnak azonban ekkor még nem vették fel, gyenge fizikuma és kis testalkata miatt.
Az első világháborúban édesapja az olasz fronton szolgált; súlyosan megsebesült, bal lábszárát szétroncsolta egy aknalövedék. Szanitéc híján orvosi ellátást nem tudtak biztosítani számára, a mozgásképtelen ember hazaszállítására pedig bajtársai nem vállalkoztak, és hagyták meghalni. Kiss Imre tizenhárom éves korában, 1919-ben újra jelentkezett inasnak, és ezúttal fel is vették. Az előírt négy év inaskodás után az Ipartestület kiállította géplakatos-segédi bizonyítványát, de munkát szülővárosában nem talált. Ezért Ózdra költözött, ahol 1923-tól a vas- és acélgyár munkása volt, egy évvel később pedig belépett a Szociáldemokrata Pártba (SZDP), és tagja lett a munkások szakszervezetének is. 1924. december 16-án visszatért Makóra, ahol helyettes gépészként dolgozott, és állandó tagja lett a Szervezett Munkások Dalkörének. 1926-ban Budapesten talált állást, az angyalföldi gépgyárban vasmunkás lett. Rövid időn belül azonban visszatért a Maros partjára, mert igen kedvező ajánlatot kapott: önálló cséplőgépészként dolgozhatott. Hamarosan szakszervezeti elnökké választották szülővárosában. 1933-ban házasságot kötött Varga Tóth Rozáliával, felesége egy fiúgyermekkel ajándékozta meg 1935-ben; az ifjabbik Kiss Imre később a villamosmérnöki pályát választotta.

### A második világháború alatt
A következő esztendőben behívták katonának Orosházára, a szolgálati idő három hónap volt. Leszerelése után eredeti szakmájában dolgozott tovább. 1938-ban ismét behívták, ugyanis szóváltásba keveredett egy főhadnaggyal, aki így vett elégtételt. Öt hónapot kellett kaszárnyában töltenie. Egy évvel később kapta meg harmadik behívóját, ezúttal már a szovjet frontra, bevetésre vezényelték, egy gépkocsi-javító alakulat tagjaként szolgált. 1943-ban szerelt le.
Az egyre inkább jobbra tolódó magyarországi kormányok fokozatosan lehetetlenítették el az ellenzék működését. 1944. április 2-án az SZDP többi tagjához hasonlóan őt is letartóztatták; egy ideig a makói járásbíróság tömlöcében tartották fogva, majd vonattal Ricsére vitték, ahol fogolytáborba került. Augusztus 25-én szabadult. Rövid szegedi katonáskodás után visszatért Makóra, ahol megalakította a Kommunisták Magyarországi Pártjának helyi csoportját, annak titkára lett. Szerkesztette a Makói Népújságot, a párt kiadványát. 1944. december 17-én Makón az Ideiglenes Nemzetgyűlés képviselőjévé választották.

### Polgármesteri tevékenysége
1945. május 24-én összehívták a városi képviselő-testületi ülést, egyetlen napirendi ponttal: hogy betöltsék az immár 8 hónapja üres polgármesteri posztot (Makó élén a szovjet megszállás óta városparancsnoki minőségben Könyves-Kolonics József állt). A két aspiráns Kiss Ernő, a Szociáldemokrata Párt, és Kiss Imre, a Kommunista Párt jelöltje volt. Utóbbi 61-45 arányban győzött a szavazáson.
Polgármestersége alatt a legégetőbb feladat a háború utáni infrastrukturális, szociális problémák megoldása volt. Élelmiszersegélyeket, ruhaneműket osztott a rászorulóknak, erdős területek megvásárlásával tűzifához juttatta a város lakosságát. A bogárzói tanyavilágban (Makó külterülete) bekötőutakat építtetett, artézi kutakat fúratott Újvároson és Honvéd városrészben; több népfürdőt építtetett (Honvédban és a Vertán-telepen). Polgármestersége alatt helyezték át a hetipiacot és az országos vásárokat a főtérről a Kossuth utca torkolatába.
Városvezetői tevékenységét azonban több helyről is kritikák érték: bírálják például az általa hozott rendeletet, ami lebontatta a hangulatos Petőfi parki víztornyot. Az alacsonyan megállapított hagymaár ellen 1950. július 27-én, a Naschitz-ház udvarán több száz fős tömeg tiltakozott; ellenük letartóztatást foganatosítottak, és a bíróság a jogos elégedetlenkedőket elítélte. Komoly vitát váltott ki, hogy míg az önkormányzat városi közmunkára parasztkocsikat rendelt be – hátráltatva ezzel a mezőgazdasági munkát és alaposan felbőszítve a gazdákat – a polgármester felesége, Kiss Imréné szívesen vette igénybe utazásaihoz a városi tulajdonú, hivatali lovaskocsit, a rendőrkapitány pedig vadászni is azon járt. Kiss Imre a kritikákra úgy reagált, hogy felesége "szociális ügyek" intézéséhez vette igénybe a kocsit, a rendőrkapitány kocsihasználatát pedig az ő tudta nélkül a főjegyző engedélyezte.
1945 őszétől többször is megpróbálkozott a „legreakciósabb” utcanevek lecserélésével, jóllehet a képviselő-testület tagjai közömbösek voltak a téma iránt, esetenként pedig szembehelyezkedtek a polgármesterrel. Az 1946. augusztus 12-én elfogadott előterjesztése írta elő az első nagyobb közterület-névváltoztatást, de később alkalmi névváltoztatásokat is eszközöltek. Az új elnevezések jelentős hányada morális szempontból kifogásolható volt: ezek az utcák élő közszereplők, kommunista aktivisták, szovjet tábornok és diktátorok nevét kapták. Egyes utcanevek eltörlése politikai baklövés volt, hiszen a város demokratikus, függetlenségi hagyományaira emlékeztettek (Teleki László, Széchenyi István, Justh Gyula). Mások – jóllehet bőkezű mecénások és nagy hazafiak voltak – szintén megszűntek névadók lenni, pusztán nemesi származásuk okán (Návay Tamás, Erdélyi Vazul, Dessewffy Sándor stb.). Az általa átneveztetett utcák nagy része a rendszerváltás után, 1990-ben visszakapta eredeti nevét.
Az egyházakhoz való kapcsolatát a kettősség jellemezte: jóllehet nem volt hívő ember, református, katolikus és izraelita egyházi rendezvényeken egyaránt részt vett; megvédte Mag Béla bogárzói lelkészt a szovjet Vörös Hadsereg katonáinak zaklatásától. Csepregi Imre, Makó-Belváros római katolikus plébánosával kimondottan jó kapcsolatot ápolt, együttműködött vele több önkormányzati bizottságban, és segélyezés terén. Elzárkózott ugyanakkor attól, hogy találkozzon a városba érkező Mindszenty József bíborossal. A Szent István téri, Klebelsberg Kuno nevét viselő egyházi iskolát az országgyűlés döntése értelmében államosították; mivel korábban hatalmas tömeg követelte az intézkedés visszavonását Makón, ezért az iskolaállamosítás szigorú biztonsági intézkedések kíséretében zajlott le 1948 májusában, és ekkor történt, hogy Csepregi ellen még elfogatóparancsot is kiadtak a hatóságok, jóllehet ezt végül nem foganatosították. Megütközést keltett következetes, harcias ateizmusa, amit a makóiak polgármestertől mindez idáig soha sem tapasztaltak: nyilvános felszólalásaiban tagadta Isten létét, nem engedélyezte az egyesületeknek, hogy szentek nevét vegyék fel; hivatalának átvételekor sem esküt, hanem csak fogadalmat tett.

### További politikai szerepei és időskora
1945. november 4-én Csongrád és Csanád vármegye listájáról országgyűlési mandátumot szerzett, de az összeférhetetlenségi törvény alapján lemondott; képviselői posztjáról való távozását 1946. április 30-án jelentette be. Utódja Farkas Imre lett. 1949-ben ismét képviselőnek választották. Egy évvel később bevezették a tanácsrendszert. Az országos vezetés Kiss Imrének új szerepet szánt, 1950. június 15-től a hódmezővásárhelyi székhelyű Csongrád Megyei Tanács elnökhelyettese lett. Makó városvezetői posztján Földházi Imre tanácselnök követte. 1952 és 1956 között a Veszprém Megyei Tanács elnöke, majd 1957-től nyugdíjazásáig a Mezőgazdasági Gépgyártó Vállalatnál dolgozott. Idős korában Budapestre költözött, és a budapesti makóiak baráti körének vezetője lett. A József Attila Múzeum udvarában kialakított skanzenben rekonstrukcióval valósult meg 1984-ben a Bagosi Sándor-féle kovács-bognár műhely. Ennek létrehozásában Kiss Imre hathatós segítséget nyújtott. Irányítása alatt az alapásást és betonozását a belvízvédelmi építőtábor diákjai végezték; elszármazott makóiakat nyert meg a falazásra, valamint a szükséges fenyőfa és nyílászárók biztosítására. Kétszáznyolcvan oldalas emlékirata 1989-ben jelent meg a József Attila Művelődési Központ (a mai Hagymaház) kiadásában. 1990-ben hunyt el a fővárosban.